# Terang Boelan
Terang Boelang ([təˈraŋ buˈlan]; Perfected Spelling: Terang Bulan; letteralmente, in italiano, Luna piena) è un film d'avventura del 1937 diretto da Albert Balink. Realizzato nelle Indie orientali olandesi, fu scritto da Saeroen ed interpretato da Rd Mochtar, Roekiah e Eddie T. Effendi. È incentrato sulla storia di una coppia di amanti che fuggono da un contrabbandiere d'oppio, col quale uno dei due stava forzatamente per sposarsi. Venne girato in Indonesia e Singapore e nei principali snodi narrativi fu lontanamente ispirato alla pellicola d'avventura hollywoodiana La figlia della jungla di Wilhelm Thiele. Fu pensato per un pubblico di nativi e musicato con brani kroncong (genere particolarmente in voga all'epoca nelle Indie). Mochtar ed Effendi avevano già collaborato con Balink nel suo precedente Pareh - Il canto della risaia (1936).
La pellicola si rivelò un enorme successo commerciale, sia nelle Indie che in altri Paesi, guadagnando duecentomila dollari dello Stretto soltanto nella Malesia britannica. Questo permise alla vacillante industria cinematografica locale di risollevarsi e ispirando non solo la realizzazione di film rivolti ai malesi ma anche produzioni indonesiane che sfruttarono la sua stessa formula, costituita da canzoni tradizionali, paesaggi meravigliosi ed elementi di romanticismo, che fu seguita per decenni. Lo storico del cinema Misbach Yusa Biran la descrisse come un vero e proprio punto di svolta nella storia del cinema indonesiano per il suo effetto catalizzatore nella crescita del settore. Inoltre essa si rivelò un'importante fucina di talenti: molti tecnici che vi lavorarono divennero poi a loro volta figure prestigiose, come Joshua ed Othniel Wong, e lanciò definitivamente i suoi interpreti, soprattutto Rd Mochtar e Roekiah. Come molti film dell'epoca tuttavia, è, almeno dagli anni settanta, da considerarsi perduta.

## Trama
Rohaya deve separarsi dal suo amante, Kasim, in modo da poter esaudire la scelta di suo padre, sposando il ricco ma poco raccomandabile Musa. La sera prima del matrimonio, Kasim suona la canzone Terang Boelan per lei e la convince a fuggire insieme. Il giorno seguente quindi i due scappano dall'isola di Sawoba a Malacca, dove il giovane inizia a lavorare in un bacino di carenaggio, mentre Rohaya si tiene occupato come casalinga. Scoprono che il vecchio amico di Kasim, Dullah, vive da tempo in quel luogo.
La loro vita insieme viene turbata il giorno in cui Musa, che si rivela essere un commerciante di oppio, li scopre. Mentre perciò Kasim è via al lavoro, il padre di Rohaya approda a Malacca e la riporta a Sawoba. Il ragazzo, dopo aver scoperto l'accaduto, fa ritorno anche lui a Sawoba e raduna gli abitanti del villaggio al suo fianco raccontando loro i loschi affari del ricco contrabbandiere. Inizia a combattere con Musa e, quando sembra che possa perdere, viene salvato da Dullah, che lo aveva sempre seguito. Gli abitanti e il padre di Rohaya concordano sul fatto che Kasim e Rohaya debbano stare insieme, poiché sono veramente innamorati.